# Countdown (album Dawida Kwiatkowskiego)
Countdown – czwarty album studyjny piosenkarza Dawida Kwiatkowskiego. Wydawnictwo ukazało się 16 grudnia 2016 roku. W ramach promocji albumu, do utworów „Say Yes”, „Countdown”, „I'm with the Girl”, „Bad Habits” oraz „Let It Breathe” zostały zrealizowane teledyski.

## Lista utworów
Opracowano na podstawie materiału źródłowego.

### Dysk 1
| 1. | „Countdown”        | 3:15  |
|    |                    |       |
| 2. | „Out of Breath”    | 3:14  |
|    |                    |       |
| 3. | „Let It Breathe”   | 3:12  |
|    |                    |       |
| 4. | „Bad Habits”       | 4:00  |
|    |                    |       |
| 5. | „Say Yes”          | 3:26  |
|    |                    |       |
| 6. | „Im with the Girl” | 3:27  |
|    |                    |       |
| 7. | „Cold Beaches”     | 3:51  |
|    |                    |       |
| 8. | „On Our Own”       | 4:12  |
|    |                    |       |
|    |                    | 28:37 |
|    |                    |       |

### Dysk 2
| 1. | „Countdown”                 | 3:23  |
|    | - Gościnnie: Oktavian       |       |
| 2. | „Out of Breath”             | 3:14  |
|    | - Gościnnie: Matt Brevner   |       |
| 3. | „Let It Breathe”            | 3:18  |
|    | - Gościnnie: Fatherdude     |       |
| 4. | „Bad Habits”                | 4:00  |
|    | - Gościnnie: Sleep Steady   |       |
| 5. | „Say Yes”                   | 3:27  |
|    | - Gościnnie: Johnny Gr4ves  |       |
| 6. | „Im with the Girl”          | 4:00  |
|    | - Gościnnie: Taelor Young   |       |
| 7. | „Cold Beaches”              | 3:58  |
|    | - Gościnnie: Parker Brando  |       |
| 8. | „On Our Own”                | 4:14  |
|    | - Gościnnie: Jeff Lewis     |       |
| 9. | „Im with the Girl”          | 3:39  |
|    | - Gościnnie: Desirée Dawson |       |
|    |                             | 33:13 |
|    |                             |       |

## Pozycje na listach
| Państwo | Lista | Najwyższa pozycja |
| ------- | ----- | ----------------- |
| Polska  | OLiS  | 4                 |

## Historia wydania
| Państwo | Data            | Wytwórnia              | Format              | Źródło |
| ------- | --------------- | ---------------------- | ------------------- | ------ |
| Polska  | 16 grudnia 2016 | My Music With The Band | Płyta kompaktowa    | [ 3 ]  |
| Polska  | 30 grudnia 2016 | My Music               | Dystrybucja cyfrowa | [ 9 ]  |